# Apple Mountain Lake
Apple Mountain Lake – jednostka osadnicza w Stanach Zjednoczonych, w stanie Wirginia, w hrabstwie Warren.